# 星河戰隊5
是一部2017年日本與美國製作的軍事科幻電腦動畫電影。本片是2012年《星河戰隊4》的續集，也是《星河戰隊》電影系列的第五部。本片有兩名來自第一部電影的原裝演員回歸，卡斯柏·范·狄恩重覆飾演第一部和第三部電影中的Johnny Rico，而迪娜·邁耶重覆飾演第一部電影中的Dizzy Flores。

## 演員
- 卡斯柏·范·狄恩 飾演 Colonel Johnny Rico
- 迪娜·邁耶 飾演 Dizzy Flores
- Justin Doran 飾演 Genral Carl Jenkins
- 露西·克里斯汀（英语：Luci Christian） 飾演 Captain Carmen Ibanez
- 埃米莉·內維斯（英语：Emily Neves） 飾演 Sky Marshal Amy Snapp
- 史考特·吉布斯（英语：Scott Gibbs） 飾演 Lieutenant Toshi Baba
- 德雷·戴维斯（英语：DeRay Davis） 飾演 Corporal One-Oh-One
- 茱莉葉·西蒙斯（英语：Juliet Simmons） 飾演 Tami Camacho
- Chris Gibson 飾演 Dutch Cantor
- 葛雷格·艾雷斯（英语：Greg Ayres） 飾演 Private 2nd Class Geo Malik
- Leraldo Anzaldua（英语：Leraldo Anzaldua） 飾演 Sergeant Major Gut "Ratzass" Cunningham
- 約翰·士瓦希 飾演 George Baba
- Andrew Love 飾演 Fed Net Official
- 凱爾·C·瓊斯（英语：Kyle C. Jones） 飾演 Daniel
- 羅伯·蒙格（英语：Rob Mungle） 飾演 Special Branch Chief Torek
- Ashley Forshaw 飾演 Bug scream
- Maggie Flecknoe（英语：Maggie Flecknoe） 飾演 Sana the Ticket Agent